# Barret (montagne)
Pour les articles homonymes, voir Barret (homonymie).
Le Barret est une montagne située dans le Massif central, dans le département français de la Haute-Loire, au sud du village de Vorey.

## Géographie
Le Barret fait partie du Massif central et se situe non loin des monts du Livradois (au nord-ouest de celui-ci). Au sud se trouve le suc de Cèneuil.
Il est bordé à l'est par la Loire ainsi que la D 103, reliant Vorey à Saint-Vincent (par Cheyrac). Au sud, le Barret est bordé par le ruisseau du Ramey.
Le sommet et les flancs sud et est de la montagne sont couverts d'une forêt mixte. Quelques pâturages et champs sont encore cultivés au nord, au sud-ouest et à l'ouest. Les terres y sont sablonneuses.

### Hydrographie
Aucun cours d'eau majeur ne naît sur le Barret, cependant plusieurs petites sources sortent de son flanc sud sur un chemin herbeux.
La Loire coule à l'est et les flancs sud et sud-est sont délimités par le ruisseau du Ramey. Ce ruisseau fait aussi office de limite entre les communes de Vorey et de Saint-Vincent.

### Faune et flore

#### Végétation
La forêt qui recouvre en partie la montagne est de type mixte. Elle n'est pas exploitée. Dans celle-ci se trouvent de petites fougères ainsi que des herbes en touffes.

#### Animaux sauvages
Plusieurs espèces d'oiseaux y vivent ponctuellement : mésanges (bleue, noire, charbonnière), chardonneret élégant, verdier, geai des chênes, pie, merle.
Passage occasionnel de renards roux, sangliers, chevreuils, cerfs.

## Histoire
Le hameau de Chaux, installé à l'origine au sud-est du Barret, apparaît sur la carte de Cassini avec l'orthographe « Chaut ».
Depuis le 14 mai 1866, une voie ferrée passe par son flanc sud. C'est la Compagnie des chemins de fer de Paris à Lyon et à la Méditerranée (PLM), qui ouvrit cette voie (tronçon Pont de Lignon - Le Puy en Velay).
Selon les années, lors de son étape à Vorey, l'Enduro national (FFM) planifie des parcours qui, parfois, passent au bas du Barret puis dans le ruisseau du Ramey.

## Activités

### Randonnée
Deux chemins parcourent le Barret :
- du pont SNCF sur le Ramey au hameau de Chaux ;
- du pont SNCF sur le Ramey au lotissement de la rue Émile-Zola.

Ceux-ci se connectent au chemin partant dudit pont, longeant le Ramey et rejoignant le suc de Ceneuil par La Couleyre ou par Marquès.

### Écologie

#### Protection
Le Barret est intégré à la ZNIEFF 830007470 - « Haute vallée de la Loire ».
Un zone humide est présente sur le bas du flanc ouest.

#### Menaces
La biodiversité du Barret est menacée par l'urbanisation grandissante de Vorey et du hameau de Chaux. Plusieurs champs, zones humides fragiles et arbres sont ciblés. Au début des années 2000, un grand projet d’agrandissement du lotissement existant à Chaux a été annulé faute de moyens. Entre 2018 et 2019, une partie des fossés ont été rebouchés alors qu'ils accueillaient une biodiversité rare à Vorey (joncs, salamandres).